# Echepolos (Trojańczyk)
Echepolos (Ἐχέπωλος) – syn Thalysiosa, Trojańczyk jednokrotnie wymieniony w Iliadzie [IV, 457]. Został zabity przez Antilochosa. Homer pisze o nim:

Pierwszy Antiloch pokonał zbrojnego Echepolosa
Talyzjadę, co co walczył wśród Trojan w pierwszych szeregach.
W guz hełmu włócznią go trafił, gdzie końska chwiała się grzywa,
Czoło na wskorś przeszywając. W kość czaszki ostrze spiżowe
zaraz głęboko się wdarło i noc mu oczy zakryła.
Przeł. Kazimiera Jeżewska

Iliada wymienia również innego Echepolosa, Sykiończyka.